# قاسم الريماوي
قاسم الريماوي (1918- 1982) رئيس وزراء أردني سابق. ولد في بيت ريما. أنهى دراساته الابتدائية والإعدادية والثانوية في كلية الرشيدية والكلية العربية في القدس. كان محرراً لجريدة الوحدة المقدسية 1945 - 1947. شرع في تأليف قوات (الجهاد المقدس) مع الشهيد عبد القادر الحسيني وعين أمين السر العام لها. عين قائداً لمنطقة القدس ورام الله في مركز قيادة (الجهاد المقدس) خلفاً للشهيد الحسيني. شارك في معركة رأس العين، ومعركة باب الواد، ومعركة قلندية ومعركة النبي يعقوب والقسطل. قصد دمشق فالقاهرة عند سيطرة الجيش الأردني على منطقة بيرزيت ومنع من العودة إلى الأردن، ثم عين سكرتيراً عاماً لحكومة عموم فلسطين عام 1949.
نال شهادة البكالوريوس في علم الاجتماع من الجامعة الأمريكية في القاهرة عام 1952، وأصبح الناطق الرسمي لحكومة عموم فلسطين في هيئة الأمم المتحدة. نال شهادة (أستاذ علوم) من جامعة كولومبيا في نيويورك عام 1954 ثم الدكتوراه من نفس الجامعة عام 1956، وحصل على جائزة ويلارد ستريت العالمية. نشر سلسلة مقالات في جريدة (البيان)، وأسس اتحاد الجمعيات الإسلامية في أمريكا وكندا.
عاد إلى الأردن وعين مديراً عاماً لشركة مناجم الفوسفات الأردنية حتى عام 1960. انتخب نائباً في البرلمان الأردني في رام الله حتى عام 1967 وتولى منصب الوزارة عدة مرات كان آخرها عام 1970، واختير عضواً في أول لجنة تنفيذية لمنظمة التحرير الفلسطينية وكان فيها المدير العام للدائرة العربية. ترأس أول وفد برلماني أردني في الاتحاد البرلماني الدولي عام 1964 ووفد منظمة التحرير في نفس العام، وعدة مرات كعضو في الوفد البرلماني الأردني. شارك في عدة مؤتمرات حول العالم لشرح القضية الفلسطينية وألقى محاضرات وعقد ندوات كان آخرها مؤتمر اتحاد البرلمانات الأوروبية الذي عقد في (بون) عام 1971. كلفه الملك حسين تأليف الحكومة الأردنية في الثالث من تموز (يوليو) 1980، وضمّت حكومته 21 وزيراً، وقدم استقالته في الثامن والعشرين من آب (أغسطس) من نفس العام.

## المؤهلات العلمية
- حائز على درجة الدكتوراة في الاقتصاد والتربية من جامعة كولومبيا بنيويورك عام 1956
- شهادة الماجستير من نفس الجامعة عام 1954 (كان استاذا في هذه الجامعة عام 1953 للعلوم الإدارية والشؤون الاجتماعية)
- شهادة البكالوريوس في علم الاجتماع من الجامعة الأميركية بالقاهرة عام 1952
- الشهادة المتوسطة في الحقوق من جامعة لندن

## الوزرات التي شغلها
عين وزيراً لأول مرة في 28/1/1962
- 28/1/1962-13/10/1962 وزير للزراعة والإنشاء والتعمير
- 2/12/1962-27/3/1963 وزير للزراعة
- 31/7/1965-23/12/1966 وزيرا للداخلية وللشؤون البلدية والقروية
- 22/12/1966-4/3/1967 وزير داخلية للشؤون البلدية والقروية
- 27/6/1970-15/9/1970 وزير داخلية للشؤون البلدية والقروية ووزير للزراعة
- 19/12/1979-3/7/1980 وزير الزراعة
- 3/7/1980-28/8/1980 رئيسا للوزراء ووزيرا للدفاع

## وزارة الدكتور قاسم الريماوي
على أثر وفاة عبد الحميد شرف، عهد الملك الحسين بن طلال إلى الدكتور قاسم الريماوي بتشكيل وزارة جديدة، وفي 3 تموز 1980 ألفها على النحو التالي :
رئيسا للوزراء ووزيرا للدفاع: الدكتور قاسم الريماوي
1 -وزيرا للعدل: نجيب ارشيدات
2 -وزيرا للعمل والإنشاء والتعمير: عمر نمر النابلسي
3 -وزيرا للمالية: سالم مساعدة
4 -وزيرا للأشغال العامة:معن أبو نوار
5 -وزيرا للتربية والتعليم: محمد نوري شفيق
6 -وزيرا للمواصلات: محمد عضوب الزبن
7 -وزير دولة: حسن إبراهيم
8 -وزيرا للأوقاف: كامل الشريف
9 -وزيرا للخارجية: مروان القاسم
10-وزيرا للزراعة ووزير دولة لشؤون رئاسة الوزراء: سليمان عرار
11-وزير دولة لشؤون رئاسة الوزراء ووزيرا للنقل: علي السحيمات
12-وزيرا للإعلام: سعيد التل
13-وزيرا للداخلية: علي البشير
14-وزيرا للصحة: زهير ملحس
15-وزيرا للشؤون البلدية: جمال الشاعر
16-وزيرا للسياحة والآثار: موفق الفواز
17-وزيرا للثقافة والشباب: طاهر حكمت
18-وزيرة للتنمية الاجتماعية: إنعام المفتي
19-وزيرا للتموين: جواد العناني
20-وزيرا للصناعة والتجارة: علي النسور

## الأوسمة

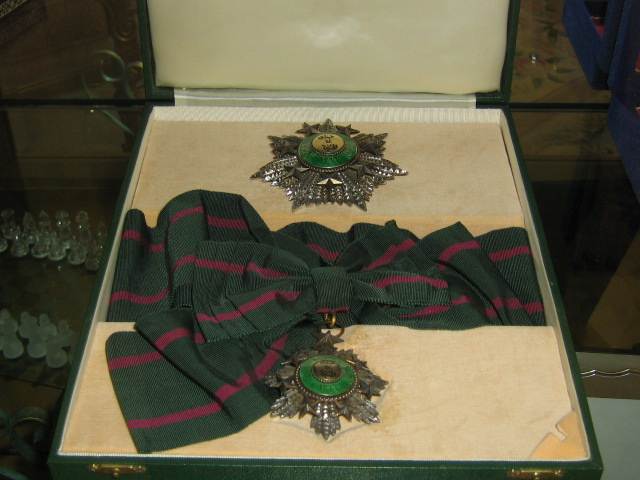
الكوكب الأردني من الدرجة الأولى المقدم من جلالة الملك الحسين للدكتور قاسم الريماوي

- فاز الدكتور الريماوي بجائزة استريت العلمية الدولية من جامعة كولومبيا
- كما فاز بوسام الكوكب الأردني من الدرجة الأولى

## الحالة الاجتماعية
وقد تزوج وله اثنين من الأولاد هما الدكتور حاتم الريماوي والدكتور حسين الريماوي.

## دوره في الجهاد المقدس
بعد أن عين المندوب السامي آرثر واكهوب الشهيد عبد القادر في دائرة تسوية الأراضي (وكانت سياسة الإنجليز تعيين أبناء الأثرياء في مناصب حكومية وبرواتب عالية جداً لشراءهم)، بعد استلام عبد القادر لعمله استقر للعيش في قرية عين سينيا قرب رام الله وهناك تعرف على الدكتور قاسم الريماوي الذي كان يتزعم هو والمجاهد صالح الريماوي وأديب الريماوي وتيسير الريماوي وآخرون كانوا يتزعموا تياراًَ جهادياً مقاوماً ليتصدى للتيار العميل الذي نشأ على أيدي الخونة والذين كانوا يحاولوا فرض أنفسهم كتيار معارض للهيئة العربية العليا فشكلت عائلة الريماوي سداً بتأسيس تيار الجهاد المقدس.

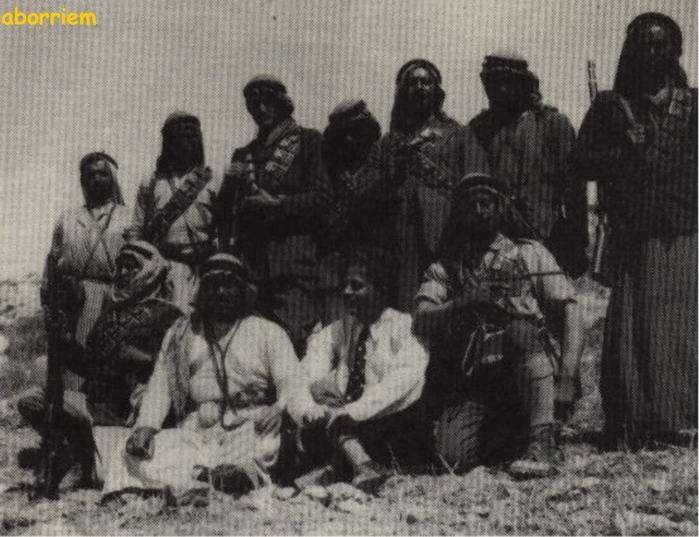
الشهيد الحسيني ونائبه قاسم الريماوي مع بعض المجاهدين

وكان تيار الخونة يتمتع بدعم مالي كبير من الإنجليز على عكس تيار آل الريماوي الذين وجدوا في القائد عبد القادر الحسيني المدعم الذي يحتاجون، كما ووجد عبد القادر ما كان يبحث عنه للبدئ في الثورة العربية الأولى التي قادت إلى إضراب 1936م.
ومنذ التقيا لم يفرقهما إلا استشهاد القائد عبد القادر الحسيني حيث استلم الدكتور قاسم الريماوي قيادة الجهاد المقدس في منطقة الضفة الفلسطينية وشمال فلسطين واستلم القائد عبد القادر الحسيني قيادة الجهاد المقدس في باقي فلسطين.
وما أن وصل الخبر إلى قيادة الجهاد المقدس في الضفة والشمال بأن اليهود يحاصرون عبد القادر ورجاله في معركة القسطل وأن المجاهدين يقاتلون يائسين لقلة الرجال والسلاح حتى هب المجاهد الدكتور قاسم الريماوي لنجدة المجاهدين المحاصرين بقيادة عبد القادر الحسيني على رأس ما يقارب 500 مجاهد واقتادهم الدكتور قاسم معه عدّة دبابات حصل عليها كدعم من المجاهد الشيخ حسن سلامة وانطلقوا لفك الحصار عن الحسيني.

## التسلسل الزمني
- عمل محاسبا في حكومة الانتداب بفلسطين 1943-1944
- اشتغل بالصحافة وكان مدير لمكتب (الحزب العربي) في القدس
- وامينا للسر للجهاد المقدس عام 1947
- حصل علي شهادة البكالوريوس في علم الاجتماع من الجامعة الأميركية بالقاهرة عام 1952
- حصل علي الشهادة المتوسطة في الحقوق من جامعة لندن
- عام 1954 حصل علي شهادة الماجستير من من جامعة كولومبيا بنيويورك
- مؤسس اتحاد الجمعيات الإسلامية في أمريكا وكندا 1955
- عام 1956 حصل على درجة الدكتوراة في الاقتصاد والتربية من جامعة كولومبيا بنيويورك
- وعين مراقبا ومندوبا لفلسطين بالأمم المتحدة ومساعدا للبروفسور في جامعة كولومبيا من 1952-1957
- عمل مديرا عاما لشركة مناجم الفوسفات الأردنية عام 1957
- خبيرا في وزارة الاقتصاد والإحصاء عام 1961.
- نائب في البرلمان الأردني لعدة مرات
- وزير للزراعة والإنشاء والتعمير عام 1962.
- واختير عضواً في أول لجنة تنفيذية لمنظمة التحرير الفلسطينية
- رئيسا مجلس النواب الأردني 1967
- وزير داخلية للشؤون البلدية والقروية ووزير للزراعة عام 1970
- أستاذ في الجامعة الأردنية
- رئيسا للوزراء ووزيرا للدفاع 1980
- رئيسا للجنة الملكية لشؤون القدس
- عضو مجلس الأعيان الأردني

## من أعماله الروائية
- ناقوس الخطر: رواية/ بالإنكليزية 1951
- الدولة والعمل: 1952
- التحدي الصناعي في مصر: 1956

## وصلات خارجية
| سلفه: عبد الحميد شرف | قاسم الريماوي | خلفه: أحمد عبيدات |